# Црква Светих апостола Вартоломеја и Варнаве у Великој Плани
Црква Светих апостола Вартоломеја и Варнаве у Великој Плани припада Епархији браничевској Српске православне цркве.